# Тестамент госта Радина
Тестамент госта Радина је српски средњовековни рукопис у облику тестамента. Ова опорука од 5. јануара 1466. заведена је ћирилицом у дубровачким Testamenta Notarie.
Тестамент почиње знаком крста, а затим следе подаци о подели његове имовине. Од шест стотина дуката, које је гост Радин одредио „за своју душу” и „за службу божију”, три стотине дуката припало је његовом нећаку, госту Радину Сеоничанину са обавезом да их подели „крштенима” који су „праве вере апостолске”. „Крштени” су дужни да „у сваки велики дан и свету недељу и свету петку” на земљи клече за душу госта Радина и да „говоре свету молитву божију, да  „крштенима” који су „праве вере апостолске”. „Крштени” су дужни да „у сваки велики дан и свету недељу и свету петку” на земљи клече за душу госта Радина и да „говоре свету молитву божију, да би нас господ избавио од наших грехова и помиловао на страшном суду”. Осталих три стотине дуката Радин је оставио двојици Дубровчана, Андрушку Саркочевићу и Тадијаку Маројевићу да их поделе „мрсним људима” и то „прокаженим, слепим, хромим, гладним и жедним, старцима и старицама”. И једнима и другима новац да се дели „у свету недељу и у свету петку”, а нарочито „на дан светог рођења Христова, на свете Благовести, на Васкрсеније Господње, на дан светог Петра и на дан светога Павла, на дан светог Стефана Првомученика, на дан светога Арханђела Михаила, на дан свете Деве Марије и на дан Свих светих”. Осим дељења милостиње на ове свете дане „имају се и свеће палити за душу моју, госта Радина, у храмовима божијим”.
Гост Радин је одређујући остатак новца својим ближим и даљим сродницима, оставио и сто четрдесет дуката „за храм и за гроб где ми кости буду”.
Радин је историјска личност Радин Бутковић. У црквеном чину госта Цркве босанске (ранг архиепископа и митрополита), пред крај свог живота  био је службеник хумског властелина Стјепана Вукчића Kосаче, познатог и као херцег Стефан (1404-1466) . Иако поједини истраживачи сврставају госта Радина у богумиле, у његовом тестаменту нема ни једне речи која би се у ма чему противила догмама православне цркве, а нема ни једне чињенице која би га убрајала у припадника неке јеретичке или богомилске цркве. Оно што се једино може закључити јесте да је гост Радин, високи представник једне осамостаљене епископије, чије се учење ни језички ни терминолошки није разликовало од учења Српске православне цркве.

## Текст
Не знајући свршење животу мојему
Нека је свидење свемогућега господина бога и у знање самовладуштаго и богољубимаго господства дубровачког:
Јере, ја, гост Радин, будући милостију божијом намјестан у мојој памети, на свако цијело и истино уфање да ми је непотворено, за мене и кон мене, поставих у кнеза Тадиока Маројевића и у синовца му Мароја Ноаковића, како се и шта здржи и уздржи у записијех и начинијех, која писма једна јесу у нотарији господства дубровачког, а друга писма јесу у мене, у госта Радина, за ти, за исти поклад.
Када би се што згодило мене, госту Радину, смрт ли, али којим другим узроком, тај писма остају и јесу отајна бога, који се здрже у имену, у више реченијех писмах и повељах, за који поклад сада одлучих и разредих на бољи и на правији начин – него што се и како именује у првије писмах.
Сада, ово и посљедње од првијех писмо учинисмо, да здружи сва ина, и по сем писму мојем, госта Радина, да се хоће и има разредити и учинити за моје речено имање... да се свакому мому суроднику, а или слузи, али пријатељу, на пуну и на тврдо, моје разређење:
Најпрво, за моју душу, госта Радина, шест сат дуката златијех да се даде на службу божију...
Триста дуката да се имају и хоће дати у руке нетја ми, госта Радина Сеоничанина, да он то раздијели с правом душом и добријем начином, крштенијем, који су праве вјере апостолске, правијем крстијанима (правим хришћанима – Б. Р.) – кметом и правијем кметицима – крстијаницам...
Такође и мрснијем људем – прокаженијем и слијепим и хромим и гладнијем и жеднијем и старцем и старицама – да се има и хоће давати, како кога видеће, на благе дни...
Тој све, више писано и именовано, како се и што у сем писму здржи... реченом госту Радину, сврху његове вјере коју вјерује и поста који пости, да не може ни хоће на мање донести ни учинити... него раздијелити и разредити право и цијело и истино за моју душу, како се и што више именује – ако неће бити причешник божијем непослушником, и ако хоће да му је мирна и покојна душа прид вишнјијем господом богом, и прид светом тројицом нераздјелимом (пред вишњим Богом, и пред Светом Тројицом нераздјеливом – Б. Р.) – тијем право да упокоји моју душу, колико хоће господин бог свемогући.
Такођере, по ти начин, ријеч по ријеч, слово по слово – од тијех је најприје шест сат дукат остало на уфање божије друга триста дукат, у област и разгледбу кнеза Андрушка Соркочевића и Тадиока Маројевића, да су они почело и сврха разредити и раздијелити речено задушје моје, госта Радина, по правом правилу: ништетнијем и убожијем, слијепијем и хромијем, сиротим удовицам, за све то повје и оставих у њих моје речено задушје сврху вјере и душе и племенства њих – да дијеле како кога виде...
Ја гост Радин, не знаје свршење животу мојему – када ли, гдје ли, у које ли вријеме – наредих и средих и расписах остало право имање моје, све потпуно, мени за мене, на моју вољу, по свем, и свем и посве...
Тој све више писано и именовано, на уфање божије раздијелисмо, да добар начин и раздјелбу учине томуј свему више писани, почтени и више именовани властеле, кнез Андрушко Соркочевић и кнез Тадиоко Маројевић, и ш њим моја два синовца, Владислав и Твртко.— гост Радин